# Île de Kabe
L'île de Kabe, connue en japonais sous le nom de 加部島 (Kabe-shima), est une île située en mer du Japon, plus localement dans la mer de Genkai, à environ 500 mètres au large du port de Yobuko, dans la ville de Yobuko (en)  (Karatsu), au nord de la péninsule de Higashi Matsuura. Elle est reliée à Tonoura, dans la ville de Yobuko sur le continent, par le pont de Yobuko. L'île appartient à la ville de Karatsu, dans la préfecture de Saga, et son nom de district est Kabeshima, ville de Yobuko, ville de Karatsu. C'est une île importante[En quoi ?],,,.
L'île de Kabe est située dans la préfecture de Saga, au sud-ouest du Japon, à environ 900 km à l'ouest de Tokyo, la capitale du pays. Elle couvre trois kilomètres carrés.
L'île de Kabe est plate. Le point culminant de l'île se situe à 92 mètres au-dessus du niveau de la mer. Elle s'étend sur 2,9 km du nord au sud et 1,9 km d'est en ouest.
Le climat est tempéré. La température moyenne est de 15 °C. Le mois le plus chaud est août, avec une température moyenne de 24 °C, et le mois de janvier le plus froid, avec une température moyenne de 8 °C. La pluviométrie moyenne est de 2 403 millimètres par an. Le mois le plus humide est août, avec 484 millimètres de pluie, et le plus sec est janvier, avec 43 millimètres.

## Aperçu
La superficie de l'île est d'environ 2,68 km2.
La population était de 464 habitants en novembre 2022, contre 583 en 2010 et 762 en 1995. Elle se situe juste en face du port de Yobuko, servant de brise-lames naturel qui protège le port des vagues agitées de la mer de Genkai. Le bassin versant se trouve à l'extrême sud de l'île, tandis que le plus haut sommet, le mont Tendo, est situé au sud-ouest.
En revanche, le côté nord de l’île est un plateau avec une grande étendue de terrain plat. La géologie est basaltique et la côte nord est constituée de falaises maritimes à structure colonnaire (en).
Il existe deux villages : Kabeshima et Katashima. Parallèlement à la pêche (élevage de sérioles, pêche au calmar), l'agriculture est également florissante, avec des cultures de riz, de légumes, d'agrumes, et l'élevage de bovins. Les spécialités locales comprennent l'amanatsu (Yobuko amanatsu) et la gelée d'amanatsu qui en est fabriquée.
L'île fait partie du parc quasi-national de Genkai.
En 2009, le « paysage agricole protégé par des brise-vent » de l'île a été sélectionné comme l'un des « 100 meilleurs villages du Japon » par la société Asahi Shimbun et la Forest Culture Association.
Le tumulus en forme de trou de serrure (en) Hyozuka Kofun du début du VIe siècle, situé au ranch Suginohara, dans la partie nord de l'île, serait le tombeau du fils de l'empereur Yamato Takeru, le prince Wakatake. De plus, Tashima-jinja, mentionné dans le Matsuura Kojiki et abritant le sanctuaire Sayohime associé à la légende de Matsura Sayohime, est considéré comme le plus ancien sanctuaire de la préfecture de Saga et aurait reçu un traitement spécial de la cour impériale à l'époque des envoyés japonais auprès de la dynastie Tang.

## Trafic
Le pont Yobuko, long de 727 m, relie la partie sud de l'île à Tonoura, dans la ville de Yobuko, sur le continent. Un panneau indiquant le pont Yobuko se trouve sur la route nationale 204, dans la ville de Yobuko, Karatsu.
La compagnie de bus Showa exploite des bus locaux et des taxis partagés qui traversent le pont Yobuko et relient l'arrêt de bus Yobuko, au centre-ville de Yobuko, à Kabeshima. Il y a des arrêts de bus sur l'île, au pied du pont Yobuko et sur la côte est de l'île. Le trajet entre Sugimura, Kabeshima, et Yobuko dure environ 15 minutes. À Yobuko, il y a une correspondance avec Showa Bus, qui circule entre le centre-ville de Karatsu (Centre d'autobus Oteguchi de Karatsu) et Yobuko.

## Climat
Kabe Shima

## Attractions touristiques
- Tashima-jinja
- Sanctuaire Sayohime
- Parc de la colline avec vue sur le vent
- Ranch Suginohara

## Galerie

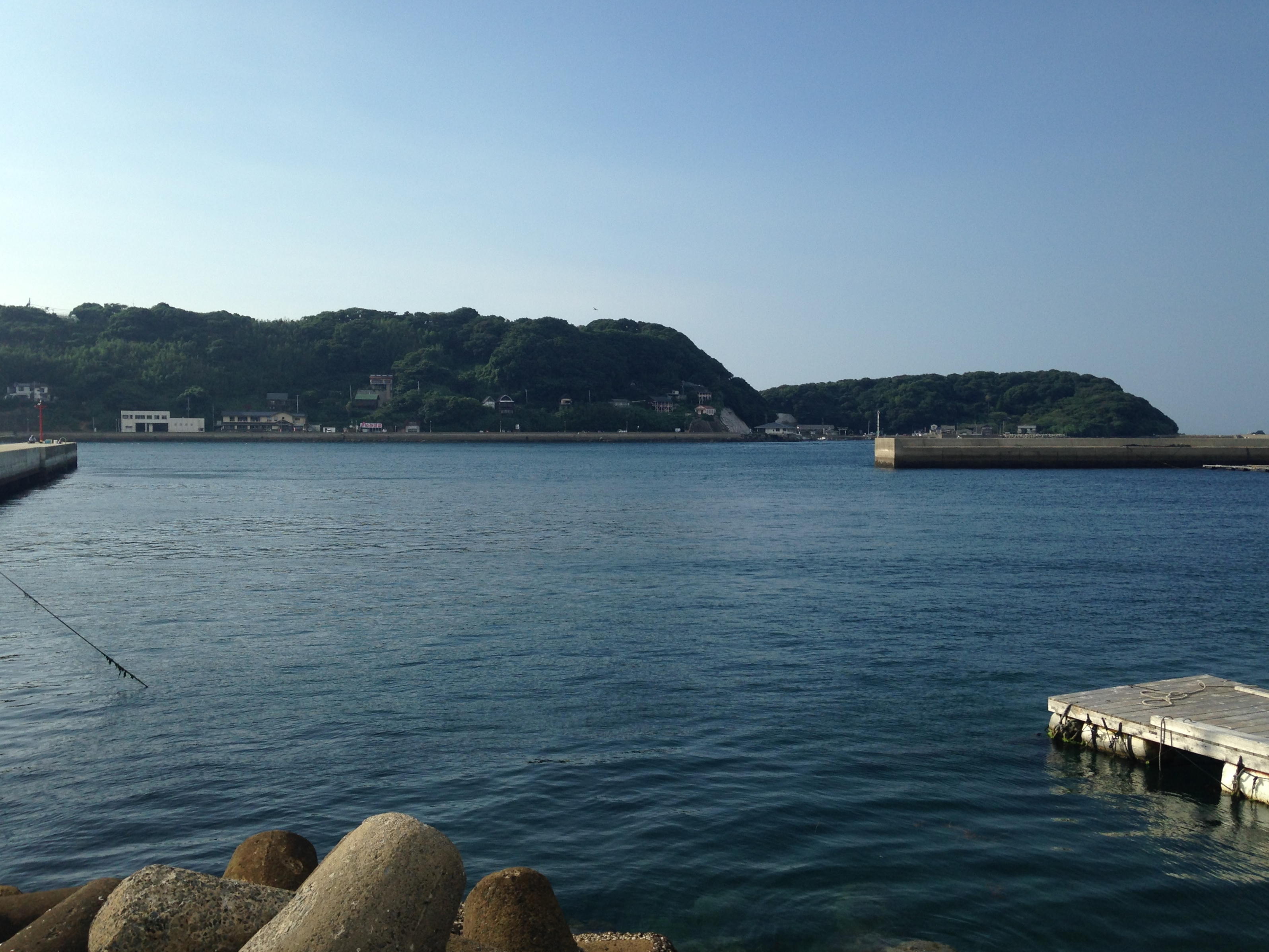
Île de Kabeshima vue de Sakigata à Yobuko, Karatsu - Vue 1
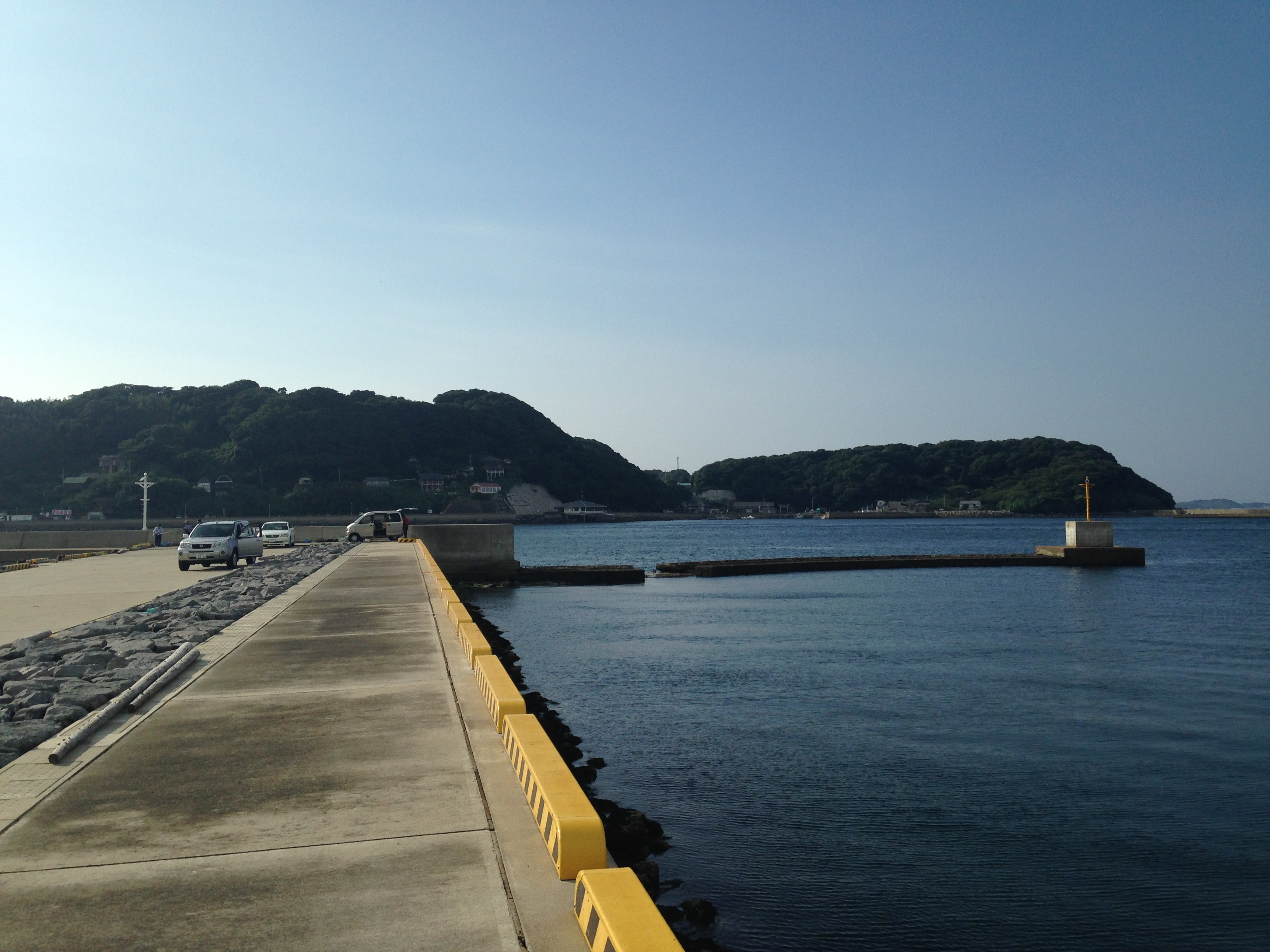
Île de Kabeshima vue de Sakigata à Yobuko, Karatsu - Vue 2
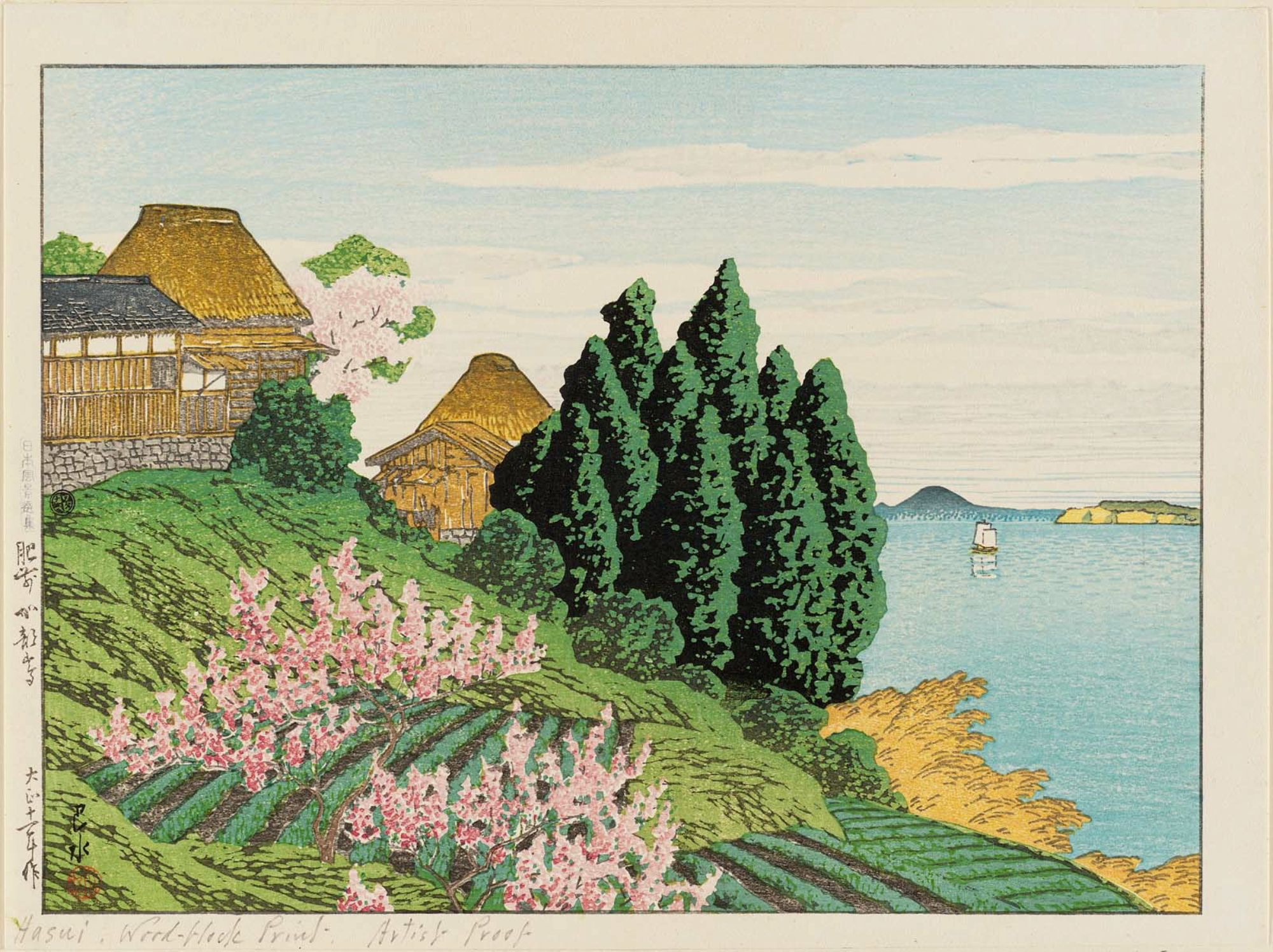
Interprétation artistique de Hizen Kabeshima par Kawase Hasui
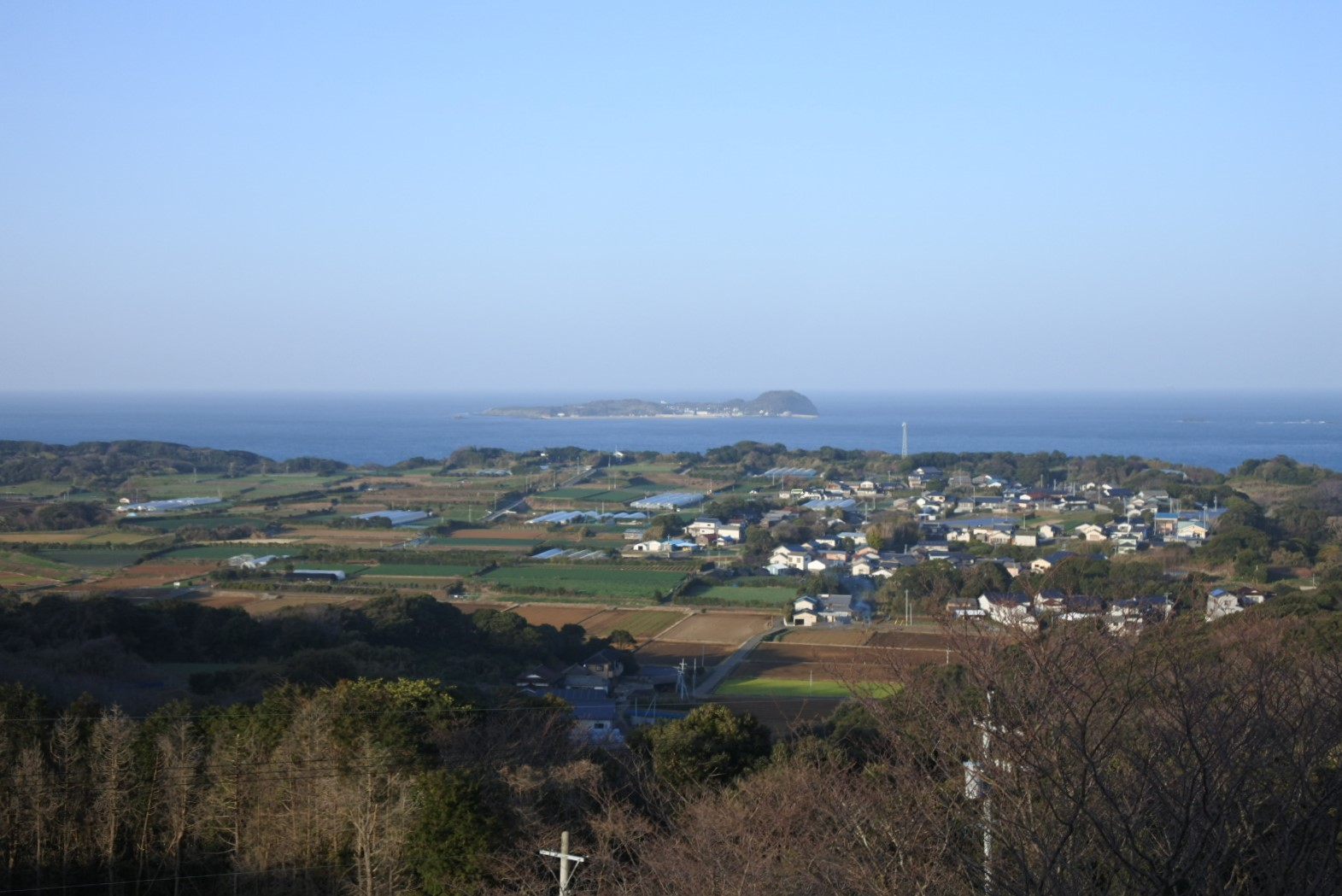
Paysage rural de Kabeshima depuis le parc Kazeno-mieru-oka
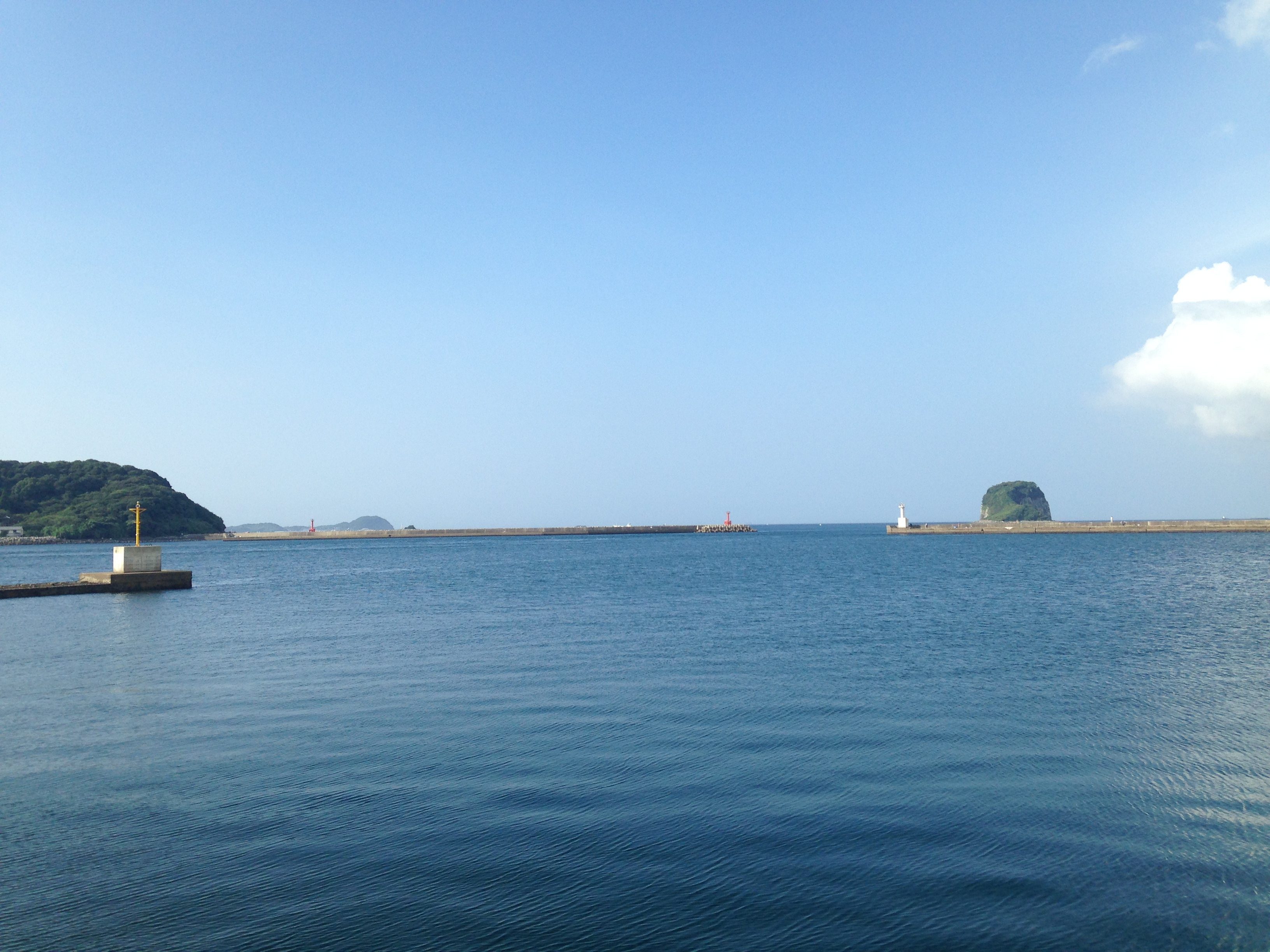
Îles Takashima et Kabeshima vues de Sakigata à Yobuko, Karatsu
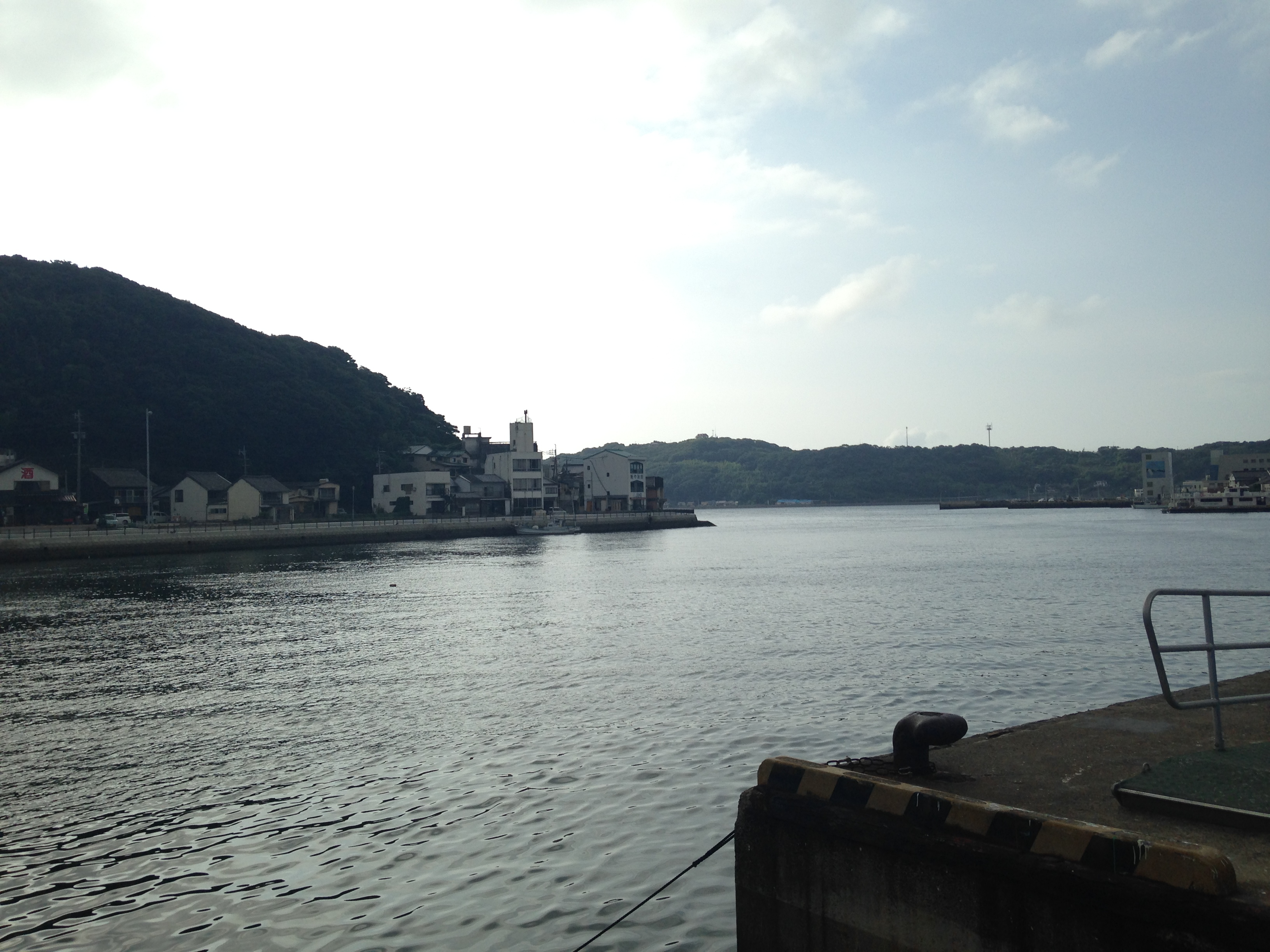
Port de Yobuko et île de Kabeshima
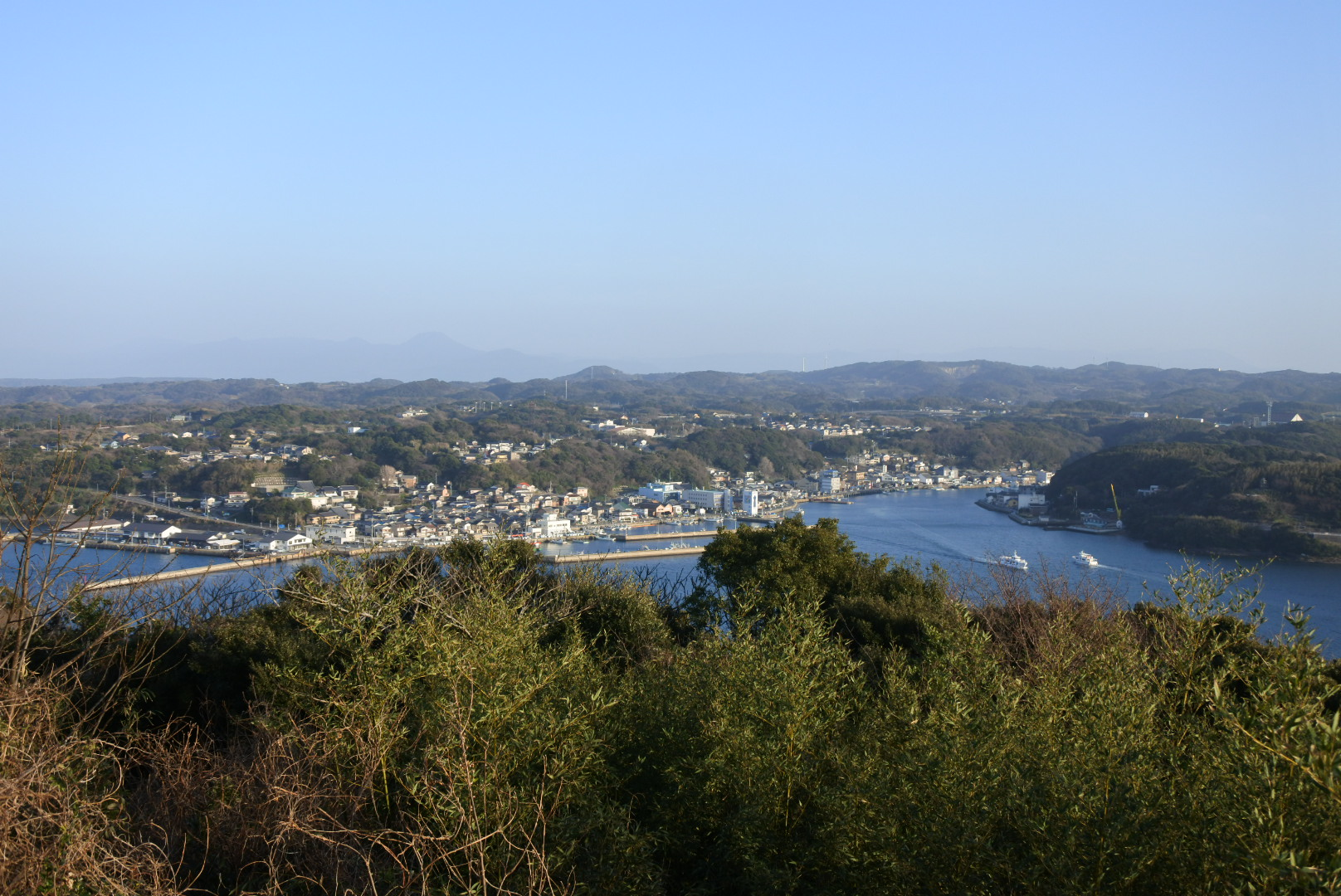
La ville de Yobuko vue du parc Kazeno-mieru-oka
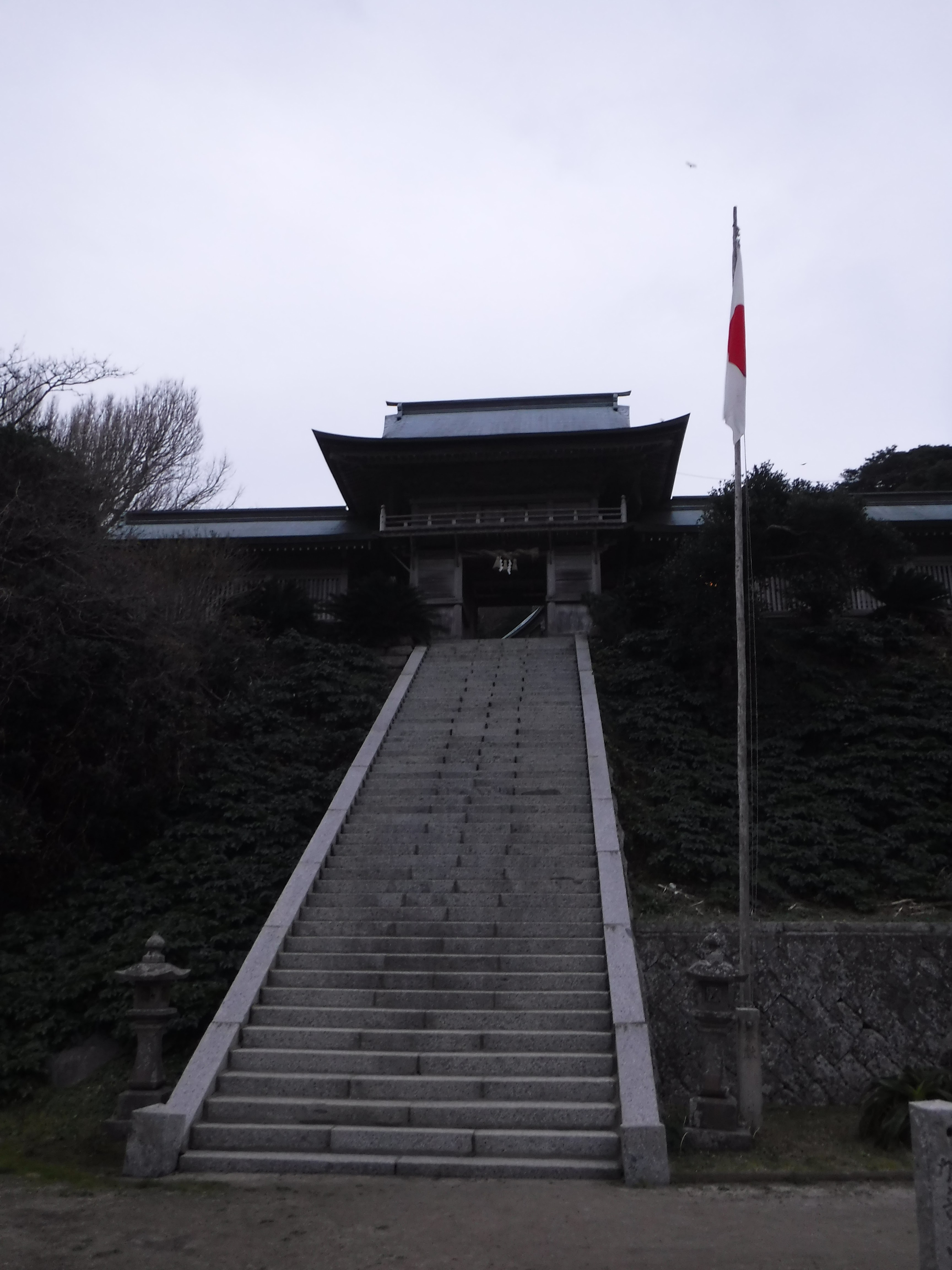
Vue du sanctuaire Tashima
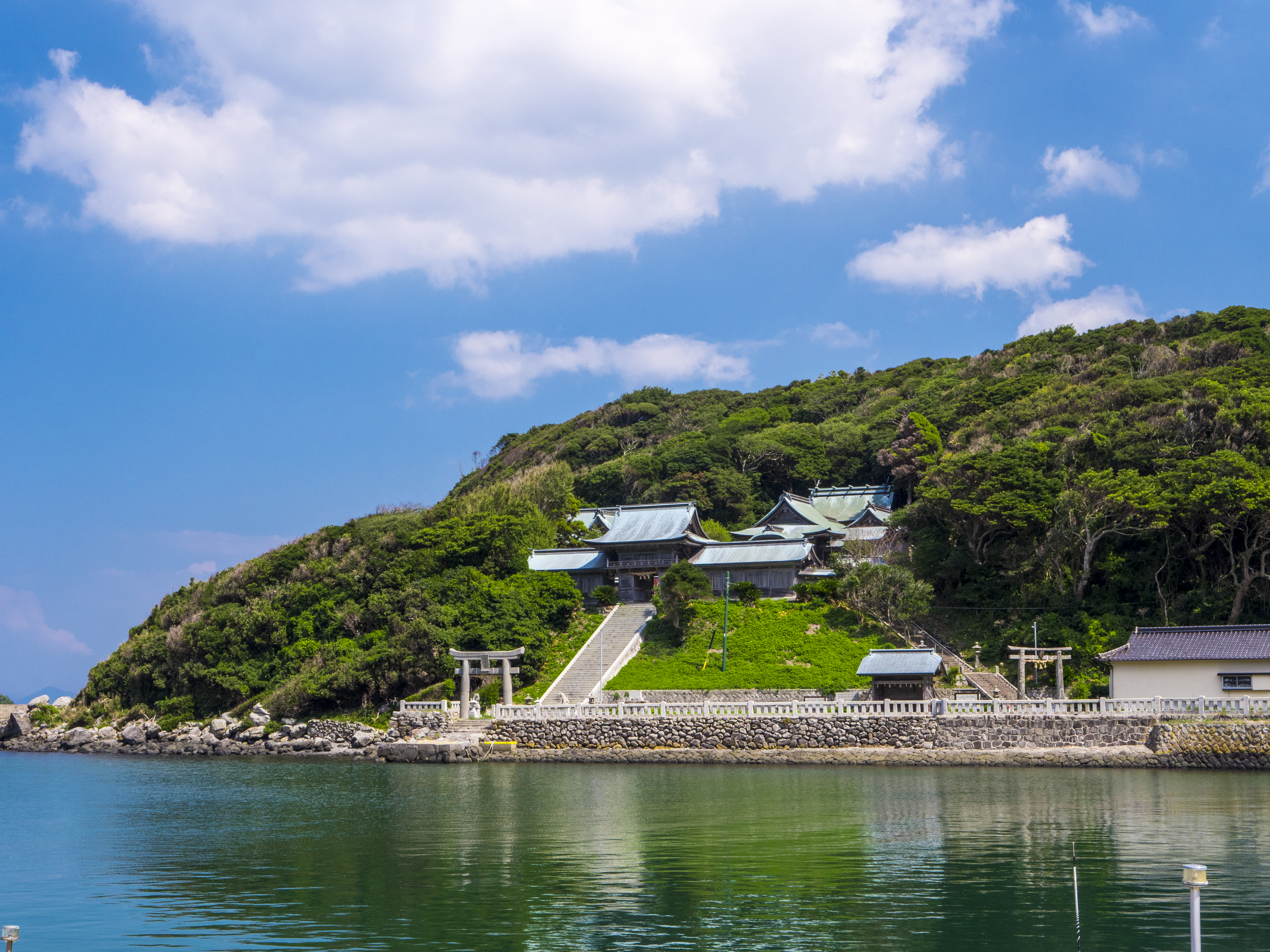
Vue complète du sanctuaire Tashima